# Aspalathus rubiginosa
Aspalathus rubiginosa är en ärtväxtart som beskrevs av Rolf Martin Theodor Dahlgren. Aspalathus rubiginosa ingår i släktet Aspalathus och familjen ärtväxter. Inga underarter finns listade i Catalogue of Life.